# Falster
För andra betydelser, se Falster (olika betydelser).
Falster är en ö i Danmark som ligger mellan Själland, Møn och Lolland. Den är 514 km² stor och har 42 451 invånare (2020). Numera ingår Falster i Region Sjælland, men tidigare var ön en del av Storstrøms amt. Nykøbing Falster är öns största stad.

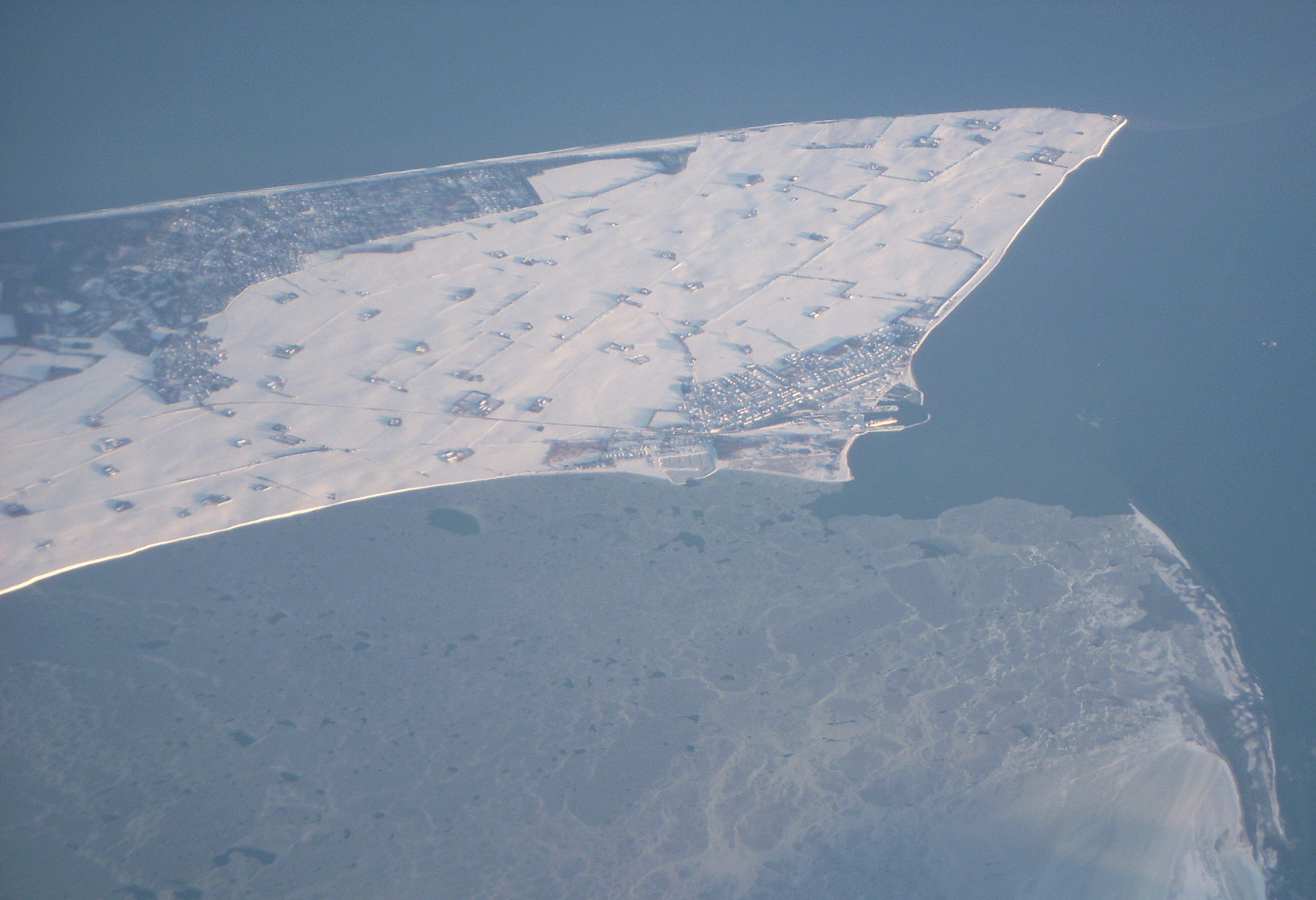
Falster södra udde Gedser Odde i december 2010.